# 讷维尔欧普兰
讷维尔欧普兰（法語：Neuville-au-Plain，法語發音：[nøvil o plɛ̃]）是法国芒什省的一个市镇，属于瑟堡区。

## 地理
讷维尔欧普兰（49°25'39"N, 1°19'48"W）面积4.7 平方千米，位于法国诺曼底大区芒什省，该省份为法国西北部沿海省份，西、北、东北三面环大西洋，东起顺时针与卡爾瓦多斯省、奧恩省、马耶讷省和伊勒-维莱讷省接壤。
与讷维尔欧普兰接壤的市镇（或旧市镇、城区）包括：弗雷维尔、圣梅尔埃格利斯、皮科维尔。

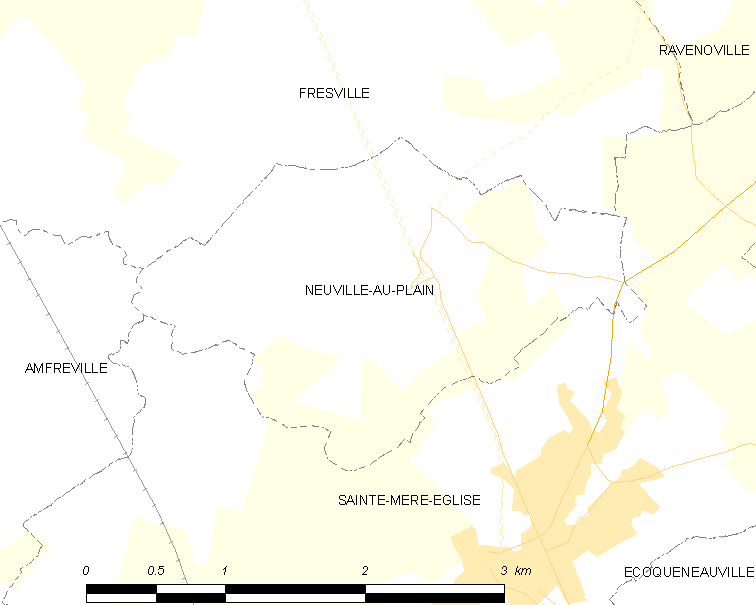
讷维尔欧普兰的OSM定位图

讷维尔欧普兰的时区为UTC+01:00、UTC+02:00（夏令时）。

## 行政
讷维尔欧普兰的邮政编码为50480，INSEE市镇编码为50373。

## 政治
讷维尔欧普兰所属的省级选区为卡朗唐莱马赖县。

## 人口

1962-2008年间讷维尔欧普兰人口变化图示

讷维尔欧普兰于2022年1月1日时的人口数量为84人。